# Friedrich Dürrenmatt
Friedrich Dürrenmatt (Konolfingen, 5. siječnja 1921. – Neuenburg, 14. prosinca 1990.), švicarski književnik.
Pored Maxa Frischa, jedan od najznačajnijih švicarskih dramatičara 20. stoljeća. 
Slavu je stekao sarkastično-grotesknom komedijom »Posjet stare dame« (Der Besuch der alten Dame), 1956., a isto tako i u komedije svrstanim djelom »Fizičari« (Die Physiker), 1962. godine. Neka njegova djela su poslužila kao osnova za snimanje filmova od kojih je najpoznatije »Dogodilo se u sred bijela dana« (Es geschah am hellichten Tag) i prema kojem je snimljen istoimeni švicarski film ali i daleko poznata američka verzija The Pledge pod redateljskom palicom Seana Penna, s Jackom Nicholsonom u glavnoj ulozi.